# Courant de Leeuwin
Pour les articles homonymes, voir Leeuwin.

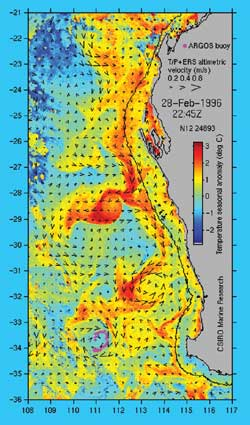
Les données de deux instruments satellitaires, US NOAA 14 pour la température et US/French Topex/Poseidon pour la vitesse, sont combinées dans cette image du courant de Leeuwin.

Le courant de Leeuwin est un courant océanique tropical, formé d'eaux chaudes à faible salinité, pauvres en nutriments, qui suit la côte ouest de l'Australie, influençant la faune et la flore marines, ainsi que le climat du sud-ouest de l'Australie et de la Tasmanie. Suivi sur plus de 5 000 km, c'est le plus long courant côtier continu identifié à ce jour,. Il tient dans une mince bande de 50 km de large et de 200 à 250 m de profondeur, circulant le long du bord extérieur du plateau continental

## Parcours
Le « cœur » de ce courant peut généralement être détecté par une élévation de la température de surface de l'océan, qui se détache sur le fond plus froid de l'eau du large. Cet écart de température varie de 1 °C à North West Cape, à 2 ou 3 °C à Fremantle et jusqu'à plus de 4 °C à Albany dans la Grande Baie australienne. Le courant se heurte fréquemment à la mer, formant des tourbillons, qui tournent aussi bien dans le sens des aiguilles d'une montre que dans le sens inverse.
Le courant de Leeuwin est une branche divergeant du flux général des eaux du Pacifique ouest, percolant à travers l'archipel indonésien, et rejoignant l'océan Indien oriental. Durant le transit indonésien, l'eau se réchauffe, tout en perdant de sa salinité à cause des pluies de mousson. En tant que courant chaud, le courant de Leeuwin traverse la mer de Timor, contourne le North West Cape à 21° 47' S, et plonge vers le sud le long de la côte occidentale australienne. Après le cap Leeuwin à 34° 22' S, il oblique vers l'est et longe la Grande Baie australienne, atteignant la côte nord-ouest de la Tasmanie. Là, il s'oriente de nouveau vers le sud, suivant la côte ouest de cette île, en atteignant la pointe sud, à plus de 43° S. En hiver, on parvient même à le localiser près de la péninsule Freycinet, sur la côte orientale tasmanienne, au nord d'Hobart.
Il circule au-dessus de courants froids profonds s'écoulant en sens inverse. Ainsi, le courant ouest-australien et le contre-courant sud australien, qui sont issus tous deux du courant circumpolaire antarctique, le premier depuis le sud de l'océan Indien, le second depuis la Tasmanie, s'écoulent dans des directions opposées, produisant dans le sud australien un système de courants océaniques extrêmement intéressant.

## Découverte

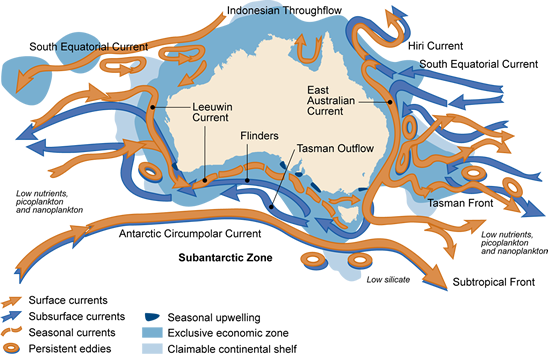
Carte des courants marins autour de l'Australie.

L'existence de ce courant a été évoquée pour la première fois en 1897 par William Saville-Kent, qui nota la présence, au large des îles Houtman Abrolhos, d'une eau tropicale plus chaude que celle proche de la côte voisine, expliquant l'existence de corail à cette latitude inhabituelle (28°–29° S). Cette existence se confirma au fil des années, mais aucune explication n'en fut donnée, et ce courant ne fut baptisé « courant de Leeuwin » que dans les années 1980 par Cresswell et Golding. 
Deux autres courants marins avaient aussi été identifiés dans la région, mais considérés comme des segments disjoints, ils avaient reçu chacun un nom différent : le courant sud-australien, reconnu dès 1853 dans la Grande Baie australienne, et le courant de Zeehan, le long des côtes tasmaniennes. Le développement des techniques spatiales, en particulier la mesure de la température de surface de la mer par satellite et l'altimétrie spatiale, a permis de prouver que ces trois courants n'en formaient en réalité qu'un seul, qui reçut officiellement le nom global de « courant de Leeuwin » en 1980,.

## Fluctuations
D'ordinaire, la vitesse du courant de Leeuwin et de ses remous est d'environ 1 nœud (50 cm/s), mais des vitesses de 2 nœuds sont communes, et la vitesse la plus grande, relevée par une bouée dérivante suivie par satellite, est de 3,5 nœuds. L'analyse sur une longue période des vitesses d'écoulement a permis de faire apparaître deux fluctuations : une variation saisonnière relativement régulière, et une variation s'étalant sur plusieurs années beaucoup plus aléatoire, en partie liée au phénomène El Niño.

### Variation saisonnière
La puissance du courant varie au cours de l'année. Il est au plus faible durant les mois d'été, de novembre à mars, quand les vents soufflent fortement du sud-ouest vers le nord, s'opposant à sa marche. À partir de mars, le courant s'intensifie, pour atteindre pendant les mois d'hiver (juin–juillet) un débit maximum moyen de 5 millions de mètres cubes par seconde, quand les vents contraires sont au plus bas et qu'une différence du niveau de la mer le favorise. La corrélation entre le débit du courant et le gradient du niveau de la mer sur la côte ouest est si grande, que le niveau moyen de la mer à Fremantle sert à déterminer la force de ce courant. Au cours d'une année, le débit peut varier entre 1 et 7 millions de mètres cubes par seconde. Pendant l'hiver, l'évaporation produite par ce courant contribue grandement aux précipitations sur la région sud-ouest de l'Australie-Occidentale.

### Variation pluri-annuelle
Le courant de Leeuwin est influencé par le phénomène El Niño, caractérisé par des températures d'eau de mer plus basses le long de la côte ouest australienne et un courant de Leeuwin plus faible, avec un effet sur les précipitations.
Selon Liwin Qi, l'oscillation australe jouerait également un grand rôle dans cette variation, estimant qu'elle participerait à 40 % à cette modulation.

## Particularité
Le courant de Leeuwin présente une marche différente des courants, que l'on trouve habituellement dans l'hémisphère Sud, près des côtes occidentales de l'Afrique et de l'Amérique. En effet, l'existence de vents dominants d'ouest aux latitudes moyennes, et de vents dominants d'est sous les tropiques provoque la formation de courants océaniques tournant dans le sens des aiguilles d'une montre dans les grands bassins océaniques de l'hémisphère Nord, et dans le sens inverse dans ceux de l'hémisphère Sud. Ainsi, dans celui-ci, les courants froids remontent vers le nord le long des côtes occidentales des continents, tandis que les courants chauds descendent vers le sud le long des façades continentales orientales. C'est le cas notamment du courant est-australien qui amène des eaux chaudes le long de la façade orientale australienne, jusqu'à environ 33° sud, avant de disparaître sous forme de tourbillons dans la mer de Tasman.
Ainsi, dans l'Atlantique sud et dans le Pacifique sud, de puissants courants, orientés vers le nord, issus de l'océan Austral, le courant de Benguela près des côtes namibiennes et angolaises, et le courant de Humboldt le long des côtes chiliennes et péruviennes, apportent à ces côtes de l'eau froide qui remonte à la surface, chargée de fer et d'autres substances nutritives. Ces nutriments alimentent le phytoplancton, qui est à la base de la chaîne alimentaire marine. C'est pourquoi les côtes du Chili et de l'Afrique du Sud abritent des industries de la pêche florissantes. Par contre, sur la côte occidentale de l'Australie, le courant de Leeuwin, qui circule en sens inverse (vers le sud), est un courant chaud, qui surplombe les courants froids profonds (entre 300 et 800 m), les empêchant de remonter. Comme conséquence, les eaux de l'Australie-Occidentale sont relativement pauvres en nutriments, et ne peuvent accueillir les mêmes types d'écosystèmes qu'en Amérique du Sud ou qu'en Afrique du Sud.
Les raisons de cette marche inverse ne sont pas pleinement éclaircies. Godfrey et Weaver en 1991, et Middleton en 1989 ont vu comme cause principale les eaux indonésiennes très chaudes forcées de s'écouler vers le sud-ouest, puis vers le sud, et un régime de vents favorisant le phénomène, le moteur premier étant toutefois d'origine thermique.

## Influences de ce courant

### Sur la faune et la flore
Le courant de Leeuwin rend les eaux du plateau continental d'Australie-Occidentale plus chaudes en hiver et plus fraîches en été que les eaux de régions analogues d'autres continents, ce qui a une incidence sur la faune et la flore marines. Ainsi ce courant permet la présence aux îles Houtman Abrolhos du récif corallien le plus méridional au monde, et la subsistance d'une faune marine tropicale, comme certaines espèces de cirripèdes et de poissons pélagiques. Ce mouvement d'eau assure aussi le transport, le long de la côte ouest et à travers la Grande Baie australienne, d'espèces marines tropicales, comme des larves de saumons et de langoustes. Cette dispersion est sans doute préjudiciable à certaines espèces, comme la plupart des alevins, chassées d'un milieu naturel favorable, où vivent les adultes, tandis que d'autres espèces, comme les larves de langoustes, voient leur chance de survie accrue grâce à cette dilution en pleine mer. Ce courant facilite aussi la migration de nombreuses espèces marines, et des études ont montré que l'existence de ce courant est vitale pour une grande variété de processus écologiques. 

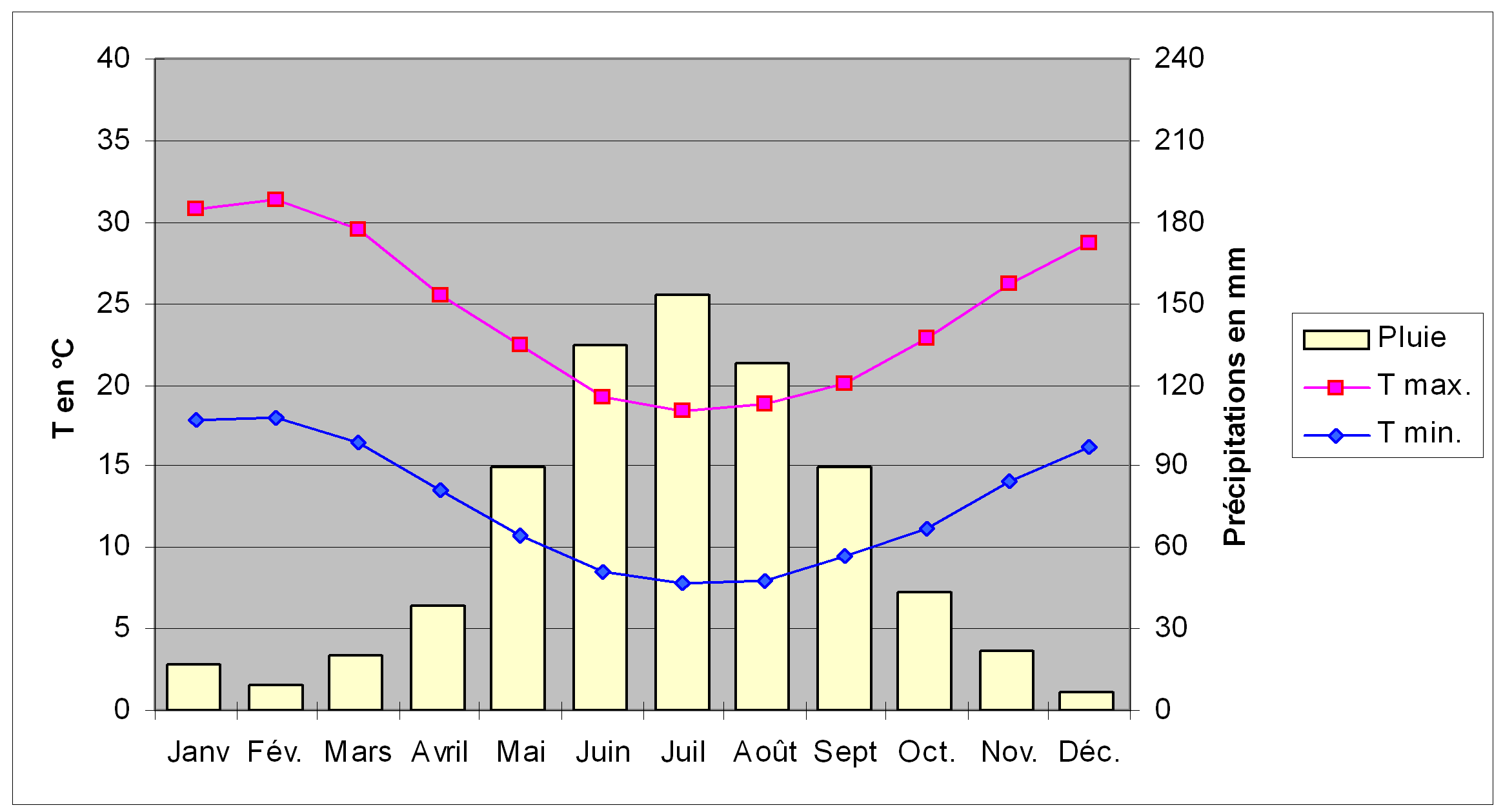
Thermométrie et pluviométrie à Perth, Source : Bureau of Meteorology

### Sur le climat
La présence du courant de Leeuwin limite les écarts de température entre l'été et l'hiver dans les régions soumises à son influence. À son maximum, pendant les mois d'hiver, il produit une forte évaporation, qui se traduit par des pluies abondantes de mai à septembre sur le sud-ouest de l'Australie-Occidentale.
Lixin Qi a montré la relation existant entre la force du courant de Leeuwin et la probabilité de cyclones. Pendant les années où le courant de Leeuwin est puissant, il se crée des anomalies positives de la température de l'eau de mer, ce qui accroît l'activité cyclonique. En revanche, pendant les années où le courant de Leeuwin est faible, ce sont des anomalies négatives de la température qui apparaissent, réduisant la probabilité des cyclones.